# Oskar Möldner
Oskar Möldner (21. března 1877 Vratislavice nad Nisou – 14. listopadu 1934 Kadaň) byl český hudebník a hudební skladatel působící v meziválečném období jako varhaník v děkanském chrámu Povýšení sv. Kříže v Kadani.

## Život
Oskar Möldner se narodil dne 21. března 1877 ve Vratislavicích nad Nisou (nyní část Liberce) do staré muzikantské rodiny. Hudební základy získal od svého otce, kantora působícího v Jablonném v Podještědí, který jej naučil hře na klavír, varhany, violu, trubku a kytaru. Poté, co Oskar absolvoval učitelský ústav a studium skladby na Hudebním ústavu Rudolfa Kaisera ve Vídni, působil jako učitel ve Vilémově a Radonicích na Kadaňsku, kde se též roku 1903 oženil s Bertou Hopf (1883–1910). Berta a Oskar Möldnerovi měli tři děti, a sice Bertu, Margaretu a Oskara Rudolfa. Od roku 1904 vykonával Oskar Möldner funkci ředitele kadaňské měšťanské školy a roku 1906 se též přímo do Kadaně s rodinou natrvalo přestěhoval. Brzy však ovdověl a roku 1919 se znovu oženil. Jeho druhá manželka, Ludmilla rozená Gössl pocházející z Hořetic na Žatecku, mu pak později porodila čtvrté dítě, syna Ottu Siegmunda. Současně s úsilím, které Oskar Möldner věnoval svému učitelskému povolání, se též zabýval výukou varhanní hudby a dalším mnohým aktivitám v kadaňském hudebním životě. Pravidelně například hrával na varhany v děkanském chrámu Povýšení sv. Kříže, jehož se stal oficiálním varhaníkem. Též působil jako sbormistr župy Střední Poohří Sudetoněmeckého pěveckého svazu, s nímž hostoval mimo jiné také na koncertech ve Vídni nebo Norimberku. V roce 1925 založil v Kadani knihovnu partitur, aby tak usnadnil sebevzdělávání sbormistrů na Kadaňsku a Žatecku. Přednáškami a články v odborných i populárně naučných publikacích a tiscích pak usiloval o popularizaci klasické i moderní nejen varhanní hudby. Kadaňský Kruh komorní hudby vedený advokátem JUDr. Oskarem Peterem, ve kterém Oskar Möldner hrál na violu a klavír, též jako první uvedl jeho vlastní tvorbu, písně i instrumentální komorní skladby. Möldnerova tvorba byla inspirována zejména věhlasnými komponisty Hugem Wolfem, Richardem Straussem či Maxem Regerem. Oskar Möldner dal dokonce v Kadani roku 1930 možnost vzniknout Okresnímu symfonickému orchestru, se kterým uváděl díla Beethovenova, Schubertova, Brahmsova, a Brucknerova. Oskar též inicioval vznik kadaňského Spolku pro obnovu varhan, který finančně zajišťoval osazení nového nástroje a rekonstrukci kůru v kadaňském děkanském chrámu. Nové varhany pak byly díky tomuto spolku a přičinění Oskara Möldnera instalovány roku 1930 věhlasnou firmou Rieger z Krnova a široké kadaňské veřejnosti pak byly slavnostně představeny dne 17. října roku 1931. Tehdy byl z chrámového kůru na hlavní kadaňské náměstí prostřednictvím zvukové aparatury přenášen velkolepý varhanní koncert pro zhruba dva tisíce posluchačů z Kadaně a okolí. U varhan tehdy exceloval sám Oskar Möldner a sólisty, sbor a orchestr řídili sbormistři Franz Groh a Richard Pochmann. Varhaníkem kadaňského děkanského chrámu zůstal Oskar Möldner až do roku 1932 a Kadaň se za dob jeho působení stala významným regionálním hudebním centem severozápadních Čech. Oskar Möldner zemřel dne 14. listopadu 1934 v Kadani. Z počátku roku 1935 se pak konala na městské radnici smuteční slavnost a hudební večer s jeho díly, během kterého vystoupily například kadaňský klavírista Walter Goll, houslista Fritz Werner z Prahy a další hudebníci i zpěváci z Kadaňska i Žatecka. O několik let později pak vypukla druhá světová válka a dílo Oskara Möldnera zčásti upadlo v zapomnění. Jeho potomci se rozběhli do světa a jeho manželka Ludmilla byla jakožto Němka dne 30. června 1945 na základě tzv. Benešových dekretů vyhnána pryč z Československa. Do nynějších dob zůstává záhadou osud Möldnerova skladatelského díla, které bylo částečně uloženo na kůru kadaňského děkanského chrámu Povýšení sv. Kříže a v jeho bydlišti, domě čp. 681 v tehdejší Schillerově ulici (nyní ulice 1. máje), který je dnes již zbořený. O Möldnerově díle víme, že pro kadaňskou farnost zkomponoval latinskou mši, jež byla v děkanském chrámu opakovaně uváděna, zhudebnil řadu písní, složil několik symfonií, sonátu pro housle a klavír, a též toccatu pro klavír. Většina Möldnerovy tvorby byla nejspíš nenávratně ztracena v poválečném chaosu druhé poloviny čtyřicátých let. Stále však zůstává naděje, že jeho dílo někdo náhodně objeví a my tak budeme po mnohých desetiletích moci znovu obdivovat jeho unikátní hudební talent.

## Varhaníci děkanského chrámu Povýšení sv. Kříže v Kadani
Děkanský chrám Povýšení sv. Kříže v Kadani již po staletí představuje významné regionální centrum hudební kultury, mimo jiné i proto, že zde jsou a vždy bývaly umístěny varhany. Současné varhany kostela Povýšení sv. Kříže vznikly spojením několika starších komponentů, jejichž poslední velká rekonstrukce proběhla roku 1930, kdy zde byl osazen pneumatický nástroj věhlasné krnovské varhanářské firmy Rieger. Poslední generální opravy varhan se uskutečnily roku 2019 za významné podpory města Kadaně, místní farnosti, občanů i firem. Každé varhany jsou vždy vázány na svého varhaníka, který o ně po určitý čas náležitě pečuje a hrou na ně poskytuje službu farníkům při mších i návštěvníkům varhanních koncertů. Dostupné písemné prameny zmiňují v kadaňském děkanském chrámu Povýšení sv. Kříže jistého varhaníka Petra, který měl bydlet v domě nedaleko kostela již roku 1475. Historické prameny však už neumožňují sestavit kompletní seznam varhaníků, kteří při varhanách tohoto kostela po dobu jeho existence působili. V meziválečných časech zastával úřad varhaníka Oskar Möldner, kterého později nahradil Ernst Dießl. Mezi lety 1950 až 1960 hrával na varhany děkanského kostela Povýšení sv. Kříže v Kadani hudební skladatel Klement Slavický, poté Marie Dvořáková, sestra herce Josefa Dvořáka, od konce šedesátých let pak dominikánská sestra Liborie a později její žačka sestra Arnoštka. V posledních dvou desetiletích je odpovědnou službou varhanice kadaňské katolické farnosti pověřena Irena Hnízdilová, bez jejíž péče by varhany nejspíše již dávno oněměly.